# Leokadia Boniewicz
Leokadia Boniewicz (ur. 1 listopada 1900 w Bogusławkach, zm. 18 listopada 1975 w Bydgoszczy) – pisarka, autorka cyklu powieści o życiu wsi chełmińskiej na przełomie XIX i XX w., w tym wydanej drukiem Na przestrzeni wieku (Warszawa 1979).

## Życiorys
Leokadia Boniewicz urodziła się jako siódme dziecko Franciszka i Klary Łakomskich we wsi Bogusławki niedaleko Chełmży. Chodziła do niemieckiej szkoły w Nawrze koło Chełmży odległej o 2 kilometry od wsi rodzinnej. W tym czasie lekcje religii dla dzieci prowadził w kościele w Nawrze ks. Bernard Dembek, syn kowala z sąsiedniego Wabcza. Oficjalnie były to lekcje religii, lecz konspiracyjnie młodzież uczyła się na nich także języka polskiego i historii. Ówczesna dziedziczka Nawry, Irena Sczaniecka dostarczała na te lekcje polskie książki. W niedzielę i święta przychodziło do księdza Dembka około pięćdziesięcioro dziewcząt i chłopców. Przez naukę historii uczyli się miłości do ojczyzny, a recytując wiersze spotykali się z polskim słowem.
Rodzice - matka i ojczym prenumerowali wydawany w Pelplinie tygodnik „Pielgrzym” oraz „Gazetę Toruńską” i „Nasz Przewodnik” redagowany przez księdza Szumana, proboszcza z Nawry. Gazety te przeważnie czytano wspólnie wieczorami. W domu panowała atmosfera kultu słowa polskiego i książek. Babcia nawet przy ubijaniu masła czytała książki. Ojciec uczył dzieci piosenek i wierszy.
W drodze do szkoły na prośbę koleżanek Boniewicz chętnie opowiadała im bajki, czasem także wymyślone przez siebie. W domu rodzinnym były różne książki. W wieku lat 12–14 korzystała z biblioteki ludowej. Wówczas zaczęła pisać. Marzyła, że zostanie autorką literatury. Lubiła rysować i malować. Była wrażliwa na piękno przyrody, lubiła patrzeć na wschody i zachody słońca. Lubiła też śpiewać. W wieku 16 lat otrzymała w prezencie cytrę, na której chętnie grywała. 
W wieku 19 lat wyszła za mąż za przyjaciela swego brata. Mąż pracował najpierw jako kelner, a później prowadził sklep. Ze względu na brak doświadczenia handlowego po czterech latach zmuszeni zostali do sprzedaży sklepu.

## Twórczość
Po sprzedaży sklepu Leokadia Boniewicz napisała o sobie i swoich przeżyciach powieść, którą dała do oceny dyrektorowi Zakładów Graficznych w Bydgoszczy. Tenże stwierdził, że praca nie jest napisana po polsku. L. Boniewicz wiedziała, że w jej języku jest dużo gwary. Dowiadując się, że do pisania trzeba posiadać wykształcenie, gdyż jest to, jak stwierdził dyrektor „furtka w świat” zrozumiała, że jest to dla niej świat zamknięty. Miała wówczas 23 lata. Nie miała warunków na uzupełnienie edukacji. Wkrótce urodziła drugie dziecko. Postanowiła, że dołoży starań, aby jej dzieci nie spotkały się z takim rozczarowaniem. Dobrze znała życie na wsi. Pamiętała opowieści swojej matki i babki. W III i V Konkursie Ludoznawczym zorganizowanym w 1958 i 1963 przez Toruński Oddział Polskiego Towarzystwa Ludoznawczego, Muzeum Etnograficzne w Toruniu oraz Polskie Radio w Bydgoszczy otrzymała I nagrody. To zachęciło ją do dalszej pracy. Do archiwum Muzeum Etnograficznego w Toruniu trafiły 4 powieści: W czepku urodzony, Nad granicą - o rodzinie męża, Pani matka, Na przestrzeni wieku - wydana drukiem w 1979 roku.
Powieści Leokadii Boniewicz czytane na wieczorach literackich cieszyły się wielkim zainteresowaniem, szczególnie w Chełmży, będąc opowieścią wspomnieniową z życia wsi chełmińskiej przełomu XIX i XX wieku. Powieść Na przestrzeni wieku to zbeletryzowane wspomnienia z życia rodziny i własnych autorki. Akcja toczy się przeważnie w 2 wsiach znajdujących się w pobliżu majątków ziemskich w Nawrze i Zamku Bierzgłowskim w powiecie toruńskim. Opisuje ona sto lat z życia rodziny wiejskiej na tle wydarzeń historycznych takich jak: epidemie ospy i cholery, 3 wojny, w tym dwie światowe, bismarckowski Kulturkampf i strajki szkolne, 20-lecie międzywojenne, okupacja hitlerowska i radość wyzwolenia. Język powieści w partiach odautorskich jest polskim językiem literackim z pewnymi elementami słownictwa gwarowego, natomiast w dialogach użyty został dialekt chełmiński, co stanowi jeden z walorów powieści. Język dialogów nie zawiera wszystkich cech dialektu chełmińskiego, lecz jest pewnym wyborem nieświadomie dokonanym przez autorkę. Powieść ta jest także obrazem trudnej drogi życiowej autorki, ale także jej samokształcenia. 